# Molsalamander
De molsalamander (Ambystoma talpoideum) is een salamander uit de familie molsalamanders (Ambystomatidae). De soort werd voor het eerst wetenschappelijk beschreven door John Edwards Holbrook in 1838. Oorspronkelijk werd de wetenschappelijke naam Salamandra talpoidea gebruikt.

## Uiterlijke kenmerken
De molsalamander heeft een donkerbruine tot zwarte basiskleur met vele kleine witblauwe vlekjes over het hele lijf, soms zoveel dat de kleur blauwgrijs is. De buik is lichter gekleurd en vaak witgrijs, de lengte is ongeveer 10 centimeter en daarmee blijft deze soort wat kleiner dan verwante soorten. Het lichaam is erg gedrongen en de kop is relatief groot. De staart is vrij sterk afgeplat en huidplooien op de flanken (costale groeven) en de gifklieren achter de ogen (parotoïden) zijn goed zichtbaar.

## Verspreiding en habitat
De salamander leeft op zeer vochtige plaatsen in bossen, moerassen, ondergelopen weilanden en begroeide savannen. De soort komt voor in Noord-Amerika en leeft endemisch in het zuidoostelijke deel van de Verenigde Staten, niet op het schiereiland van de staat Florida. De salamander schuilt overdag onder objecten als stenen en omgevallen bomen, ook worden wel holletjes gegraven om in te schuilen. Vanwege de verborgen levenswijze wordt het dier zelden gezien, en ook komt deze nachtactieve soort tijdens de schemering pas tevoorschijn om te gaan jagen.

## Levenswijze
Het vrouwtje zet 200 tot 400 eitjes af in groepjes van steeds enkele tientallen gedurende de winter, en bevestigen deze aan onderwatervegetatie. De bevruchting vindt inwendig plaats en de larven metamorfoseren in de volgende zomer of herfst. Soms overwinteren de larven en neotenie komt bij deze soort ook regelmatig voor. Sommige larven eten andere larven op om snel volwassen te worden. De kannibalistische larven hebben een grotere kop, een breder bekken en scherpere tanden dan andere larven.
Het voedsel bestaat uit kleine ongewervelden als insecten en wormen.